# Škoda Octavia (1959—1971)
Škoda Octavia — автомобиль малого класса с кузовом седан, который являлся модернизацией автомобилей Škoda 440 «Спартак» (или Škoda 445), выпускавшегося компанией AZNP (чеш. Automobilové závody národní podnik) в 1955—1958 годах. Производство Škoda Octavia началось в 1959 году. Под капотом стоял бензиновый мотор объемом 1,1 литра (40 л. с.) или 1,2 литра (45 л. с.). Автомобили с кузовом седан производились вплоть до 1964 года, после чего была проведена модернизация, а кузовная гамма расширилась вариантом универсал, после чего модель производилась до 1971 года. Всего в Чехословакии было произведено 286 тысяч автомобилей этой серии.
Считается, что название модели предложила писательница Ярмила Лоукоткова.

## История
После успешной модели Škoda 440, которая завоевала признание и за рубежом, руководство автопроизводителя Skoda решило продолжить развитие модели, построенной на платформе Škoda 440. Это привело к созданию Škoda Octavia. Автомобиль был на первый взгляд очень похожим на своих предшественников, потому что конструкция шасси осталась практически неизменной, за исключением мелких деталей —таких как решётка радиатора и задние фонари. Внутри, однако, было внедрено несколько новых элементов.
Первый новый элемент — решение панели приборов, которая стала более плоской и ясной. Второй новый элемент — полностью переработанная передняя подвеска с поперечной листовой рессорой, заменённой пружинной конструкцией. Это привело к улучшению свойств, как улучшение обработки возможностью регулировки геометрии оси. Задний мост остался более или менее оригинальным, поперечная листовая рессора (даже для задней оси была разработана подвеска пружины, но остался только прототип). В Skoda Octavia было всё — независимая подвеска, которая дала ей в то время, отличную управляемость. Сдвиг передней оси вперед, насколько это возможно, в дополнение нанесли очень хорошо, почти равномерное распределение веса между осями.
В 1960 году возникает новый вариант дизайна кузова — универсал. Выделяется в своем внутреннем пространстве с плоским полом багажного отсека и быстро завоевывает сердца пользователей.
Следующий год проходит для Skoda Octavia в виде визуального обновления, которое является наиболее очевидным на задней части автомобиля. Не газовая шапка больше не подвергается парада шикарного открытия двери изнутри автомобиля и особенно автомобилей попадает на задние крылья умных «крылья» или «ploutvičky», которые заканчиваются новые фары формы, как слеза.
В дополнение к стандартной Škoda Octavia производится более модернизированные версии. Это Škoda Octavia Super и Škoda Octavia TS (Sport Touring), которые характеризуются повышенной производительностью своих двигателей.
Skoda Octavia стала популярной не только в своей стране происхождения (следует отметить, что в Чехословакии, тогда новые легковые автомобили были проданы только держателям купонов, то есть по карточкам úderníkům например), но и за рубежом. Для своего времени это был дешевый, надежный и маневренный автомобиль. Версия с кузовом Tudor прекратила производство в 1964 году и был заменен новым типом Škoda 1000 MB автомобили с кузовом универсал оставался в производстве до 1971 года, потому что  Авто Гонки, пр не подходит для них, чтобы заплатить — в течение нескольких строк замены нереализованного прототипа Octavia стала всего лишь двадцать лет после того, автомобиль Škoda Favorit. В 1996 году была выпущена модель Škoda Octavia, ставшая преемником этой серии.

## Octavia и спорт

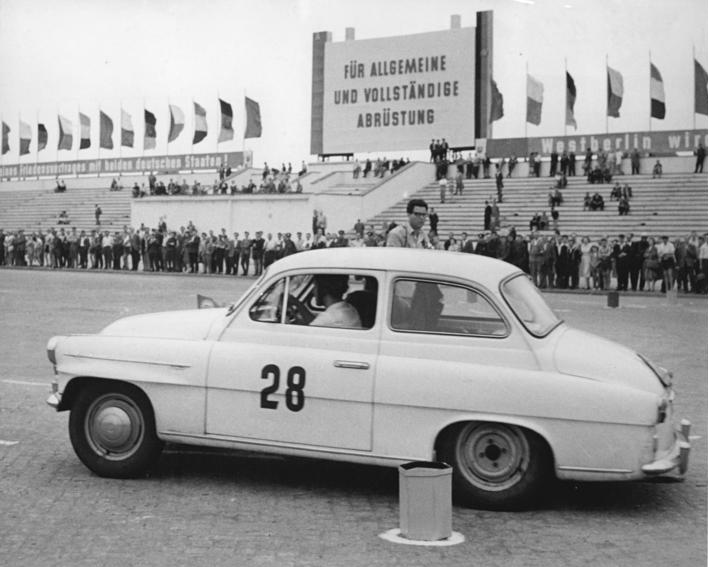
Skoda Octavia на международном автомобильном ралли Прага-Москва, 1960 год

В начале шестидесятых годов XX века, Škoda Octavia принимала участие в различных гонках, в том числе в знаменитом Ралли Монте-Карло. В 1961 году, в Монако финский экипаж Кейнянен-Эклунд занял 6-е место в общем зачёте и 1-е место в группе.
В 1962 году, в ралли Монте-Карло участвует на Octavia 16 членов экипажа из восьми стран. Так же, как и год назад, в классе явно доминируют финн Эско Кейнянен, и выигрывает у четырех автомобилей Alfa Romeo. В этом году дело не ограничилось успехом в Монако. Отличный результат был на снежном ралли в Финляндии, где Эклунд участвовал на Octavia TS, завоевав четвертое место. Наилучший результат пришел в Финляндии в Ралли тысячи озер, где снова Эско Кейнянену удалось победить всех соперников, кроме одного, и он завоевал в общей сложности серебро.
В 1963 году у «Октавии» было уже три победы подряд в классе на знаменитом Ралли Монте-Карло. На этот раз, благодаря норвежской команде Гйольберг-Карлан на Octavia TS. А чехи Виднер и Станек в том же году заняли на Škoda Octavia первое место в своем классе на ралли «Тур Европы».

## Галерея

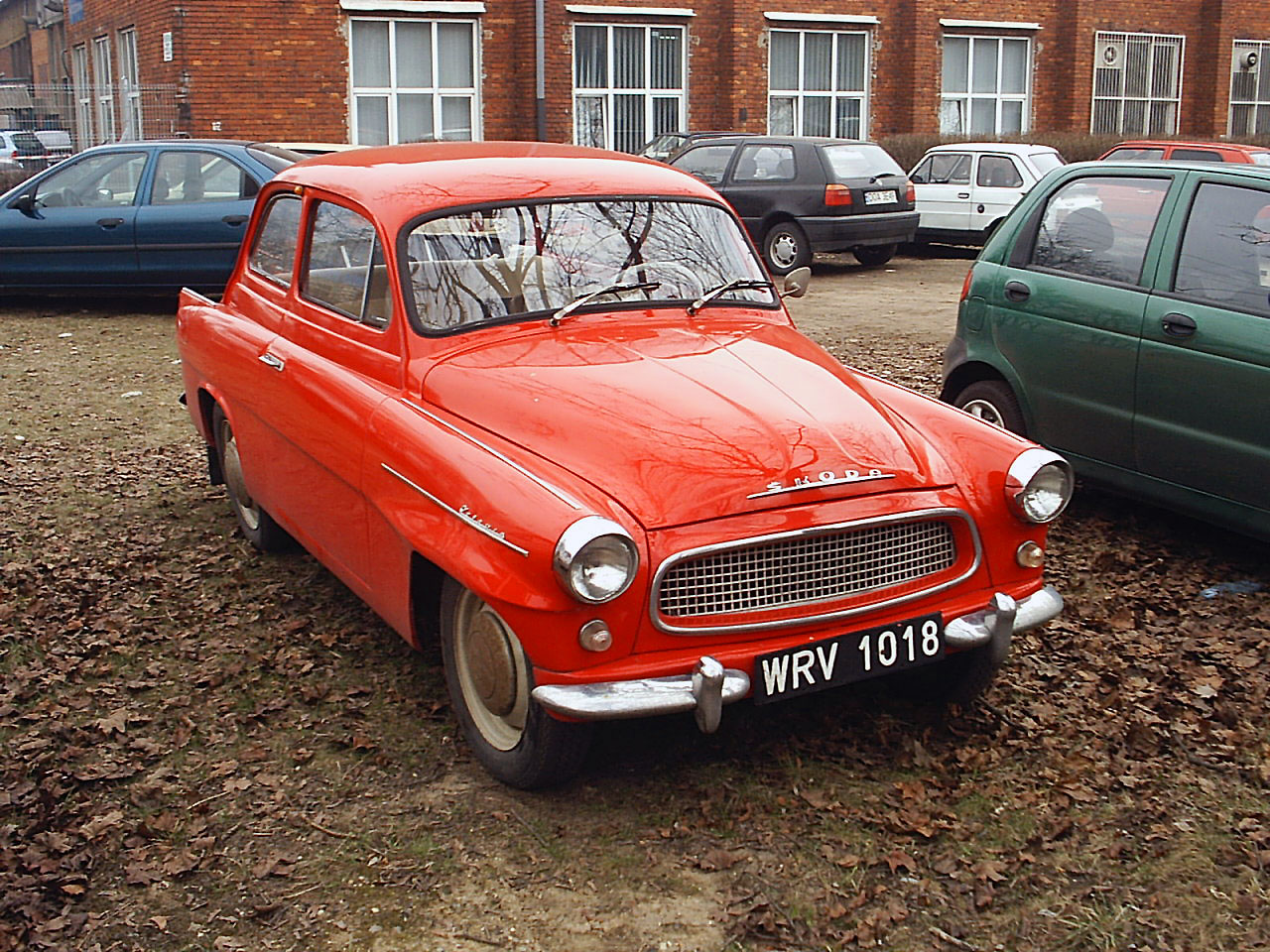
Škoda Octavia, модель 1963
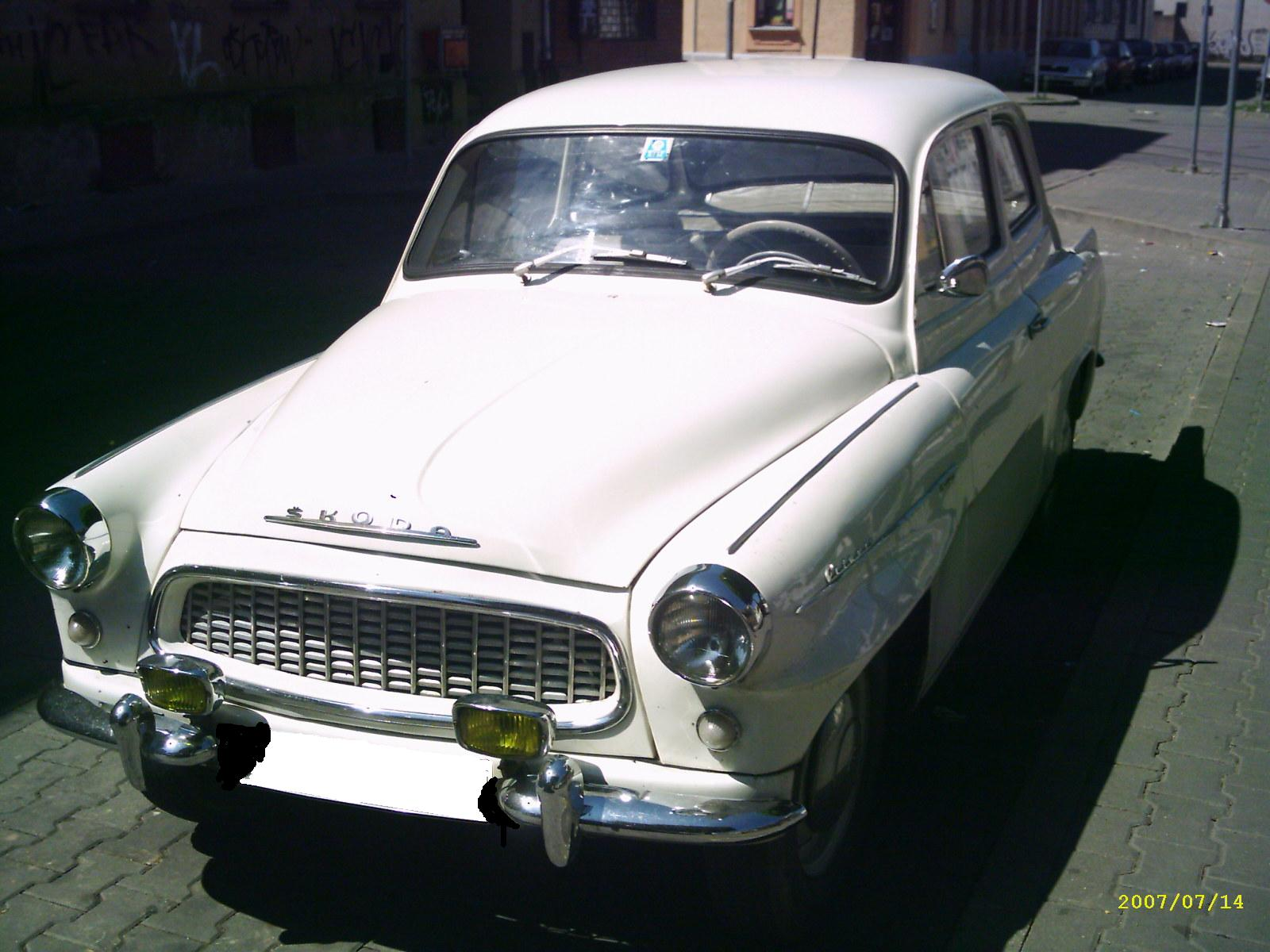
Škoda Octavia Super, модель 1959
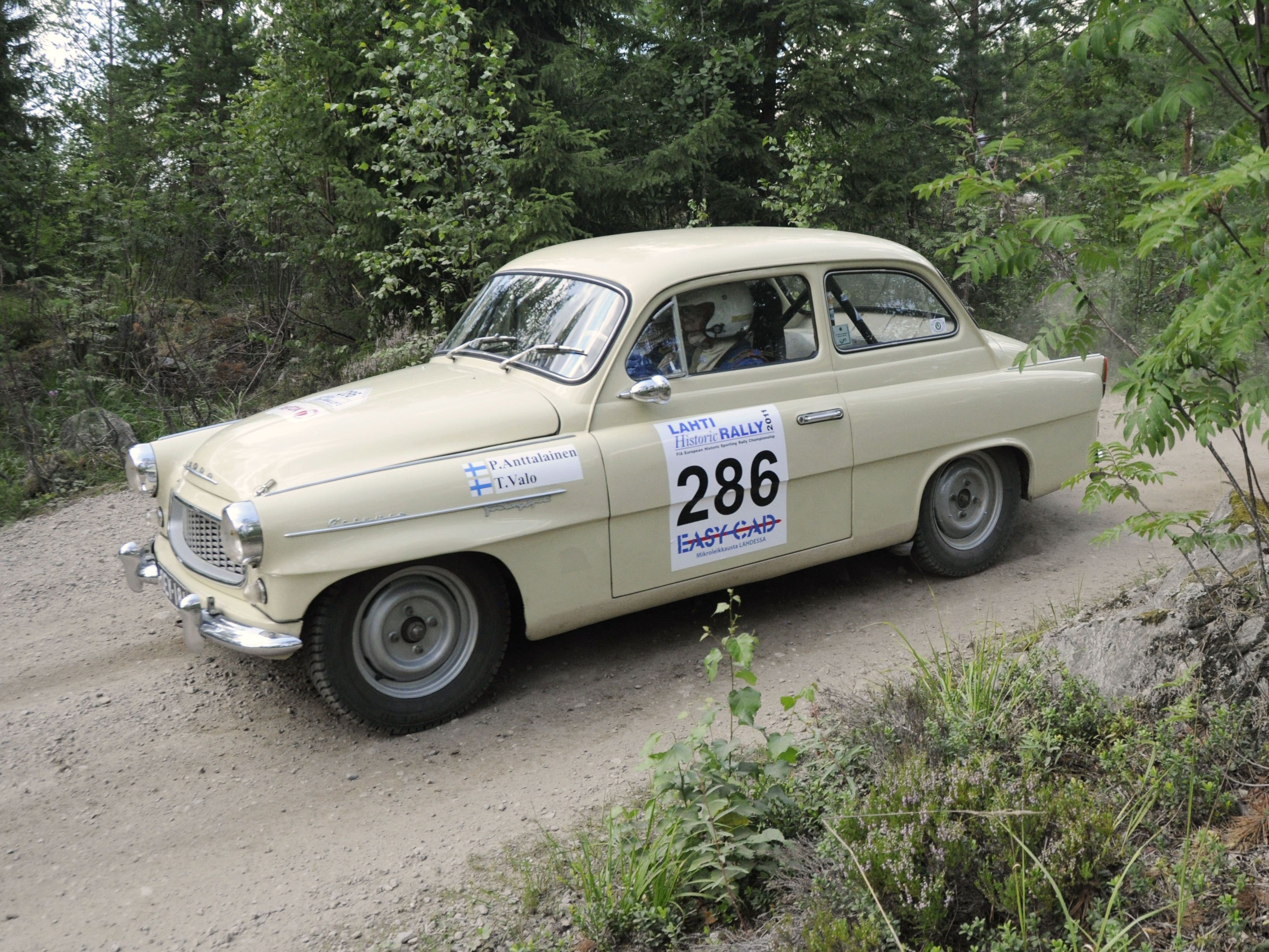
Škoda Octavia Touring Sport
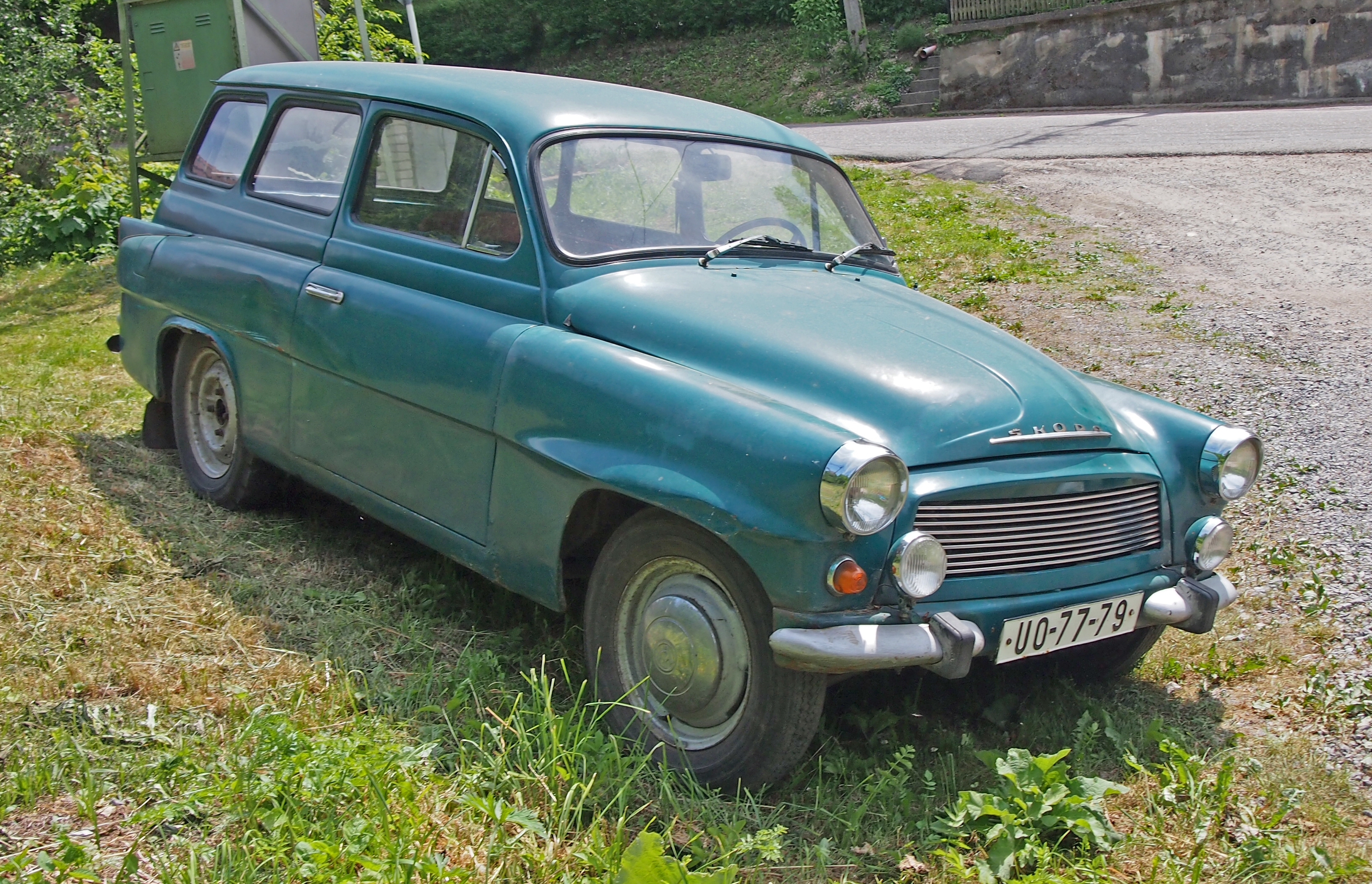
Octavia Combi, модель 1968
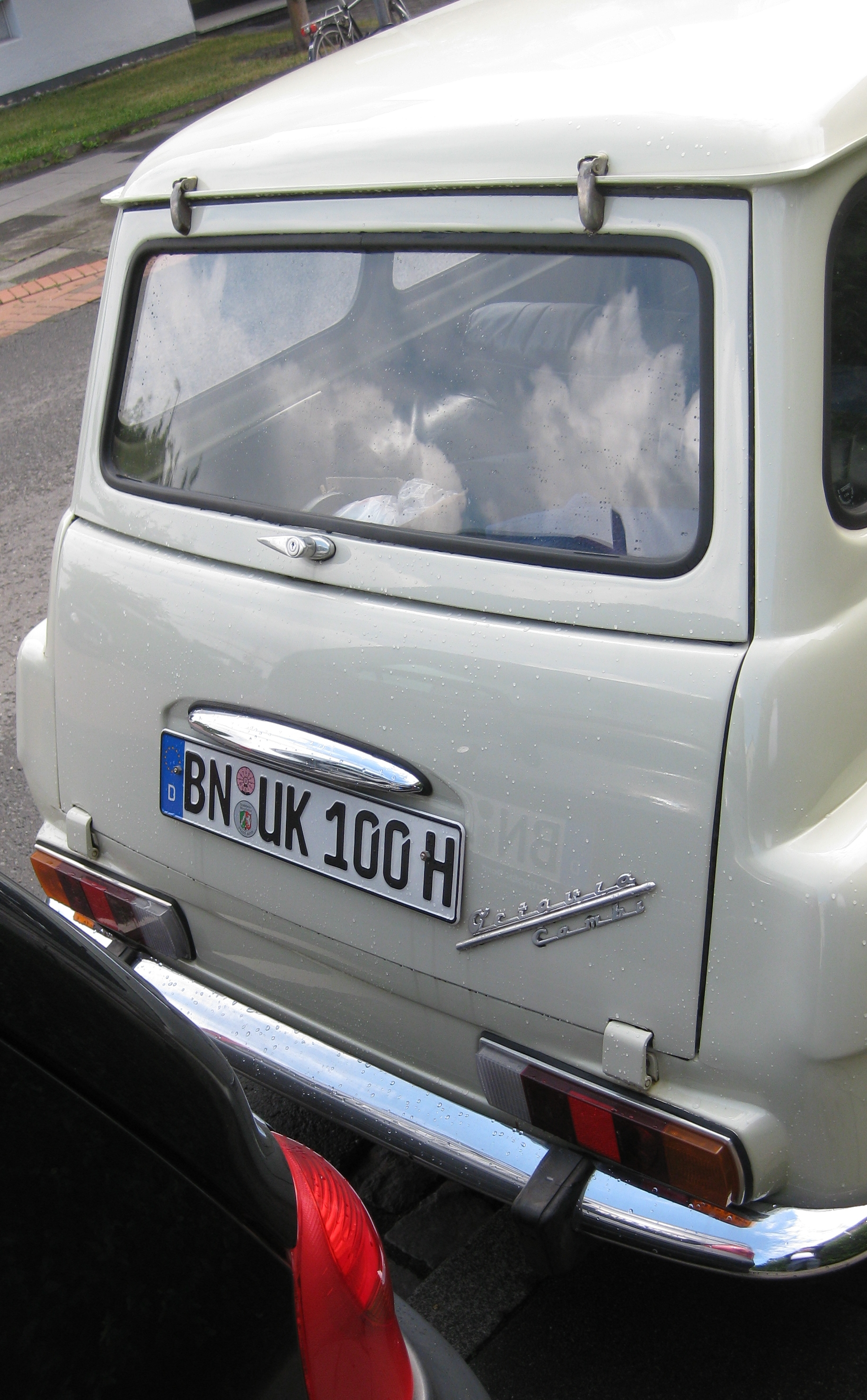
Задняя часть Octavia Combi, модель 1970, с задними фонарями в Škoda 100.